# Занзібар Західний
Західний Занзібар (суах. Mjini Magharibi, англ. Zanzibar Urban/West Region) — один з 31 регіону Танзанії і один з 5 регіонів автономного Занзібару. Розташований на острові Унгуджа (Занзібар). Площа 230 км², за переписом на серпень 2012 року його населення становило 593 678 осіб.
Адміністративний центр регіону - місто Занзібар.

## Адміністративний поділ
Складається з двох округів :
- Магарибі (суах. Magharibi, англ. Zanzibar West) або Західний Занзібар (370 645 осіб, 2012),
- Мжині (суах. Mjini, англ. Zanzibar City) або Занзібар-місто (223 033 , 2012).